# Vidice (okres Domažlice)
Vidice (německy Widlitz, dříve Wiedlitz) jsou obec v okrese Domažlice v Plzeňském kraji. Nachází se dvacet kilometrů severně od Domažlic a dvanáct kilometrů severozápadně od Horšovského Týna. Žije v ní 184 obyvatel.

## Historie
První písemná zmínka o obci pochází z roku 1362.

## Obyvatelstvo
| Rok            | 1869 | 1880 | 1890 | 1900 | 1910 | 1921 | 1930 | 1950 | 1961 | 1970 | 1980 | 1991 | 2001 | 2011 | 2021 |
| -------------- | ---- | ---- | ---- | ---- | ---- | ---- | ---- | ---- | ---- | ---- | ---- | ---- | ---- | ---- | ---- |
| Počet obyvatel | 515  | 546  | 516  | 515  | 558  | 543  | 510  | 223  | 225  | 230  | 222  | 201  | 182  | 163  | 171  |
| Počet domů     | 95   | 97   | 100  | 102  | 101  | 99   | 103  | 84   | 50   | 49   | 43   | 59   | 62   | 63   | 56   |

## Obecní správa
Mezi lety 1850–1984 byly Vidice obcí v okrese Tachov (1850–1880), posléze v okrese Horšovský Týn (v letech 1880–1910 Horšův Týn) (1880–1950) a později v okrese Domažlice. Od 1. ledna 1985 do 23. listopadu 1990 patřily jako část města k Horšovskému Týnu a od 24. listopadu 1990 jsou opět samostatnou obcí.

### Části obce
- Chřebřany
- Libosváry
- Vidice

V letech 1960–1984 k obci patřil i Oplotec.

### Obecní symboly
Znak a vlajka byly obci uděleny rozhodnutím předsedy Poslanecké sněmovny Parlamentu České republiky dne 5. března 2015.

## Pamětihodnosti
- Kostel svaté Apolonie na sever od vesnice
- Venkovská usedlost čp. 5
- V roce 2016 byly ve středu vesnice při úpravách stavebních pozemků nalezeny pozůstatky vidické tvrze. Odkryta byla kamenná hradba se zaoblenými nárožími, která chránila čtvercový prostor. Uvnitř pravděpodobně stály obytné budovy.[8]

## Galerie

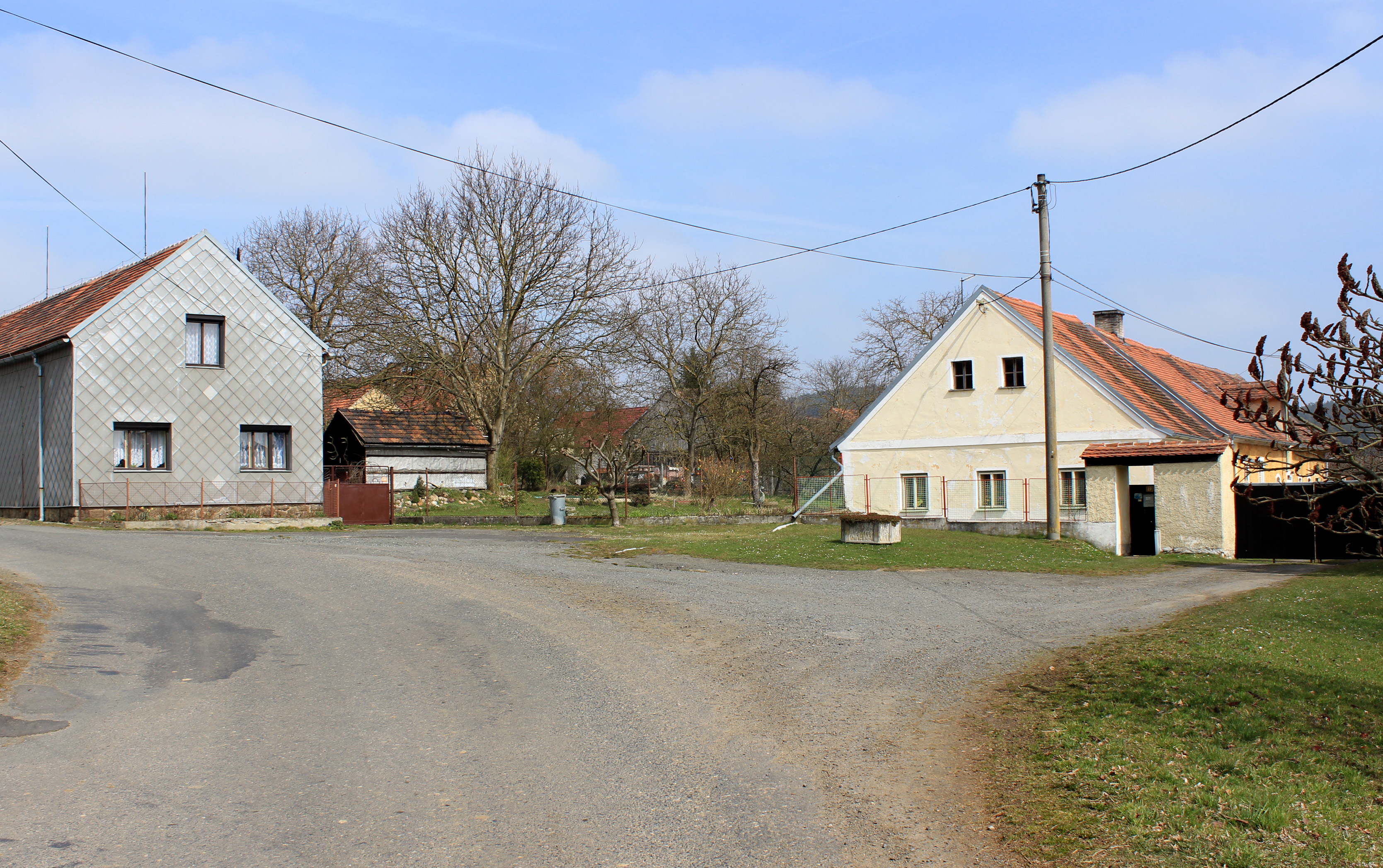
Domy na návsi
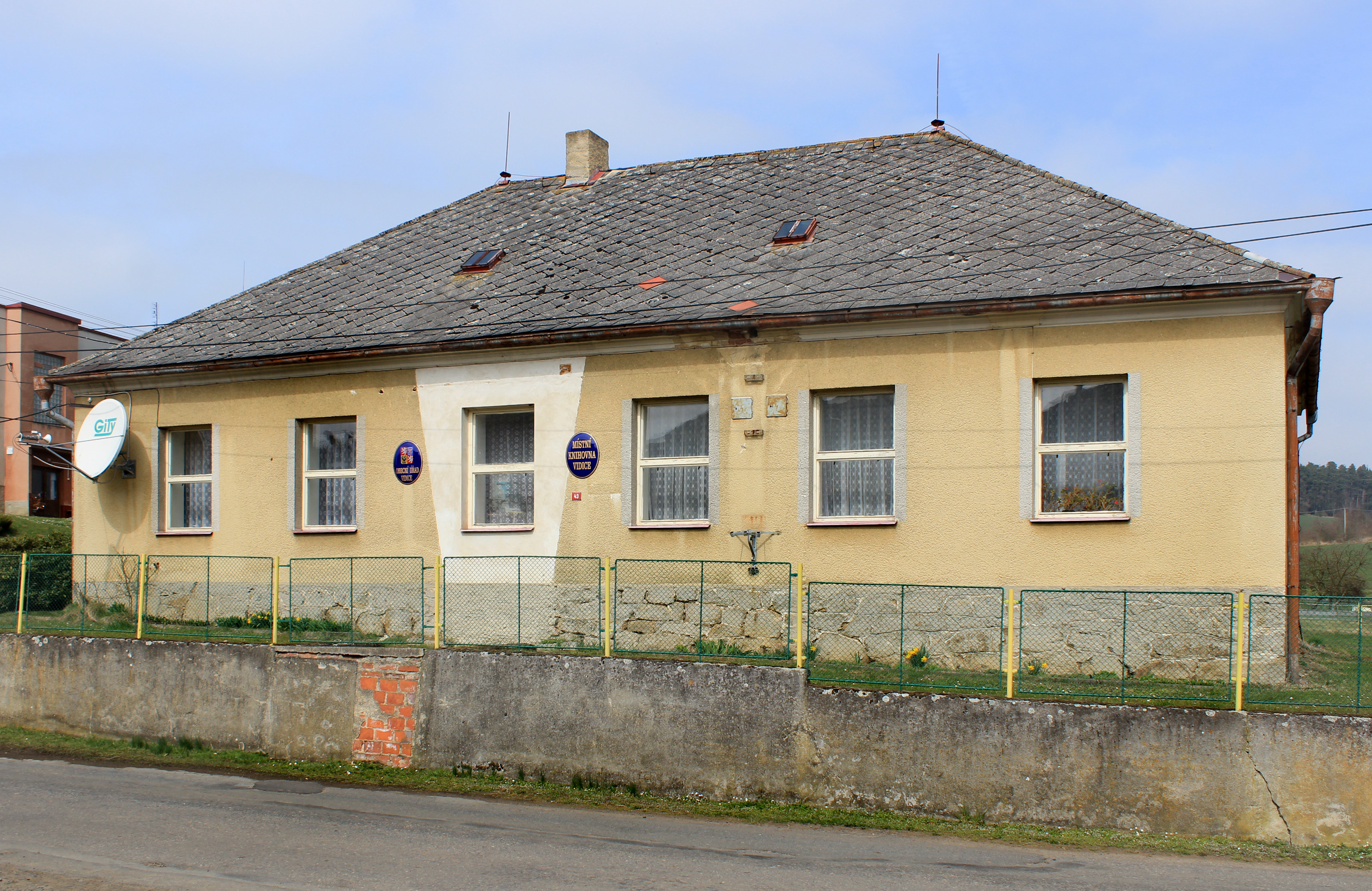
Obecní úřad
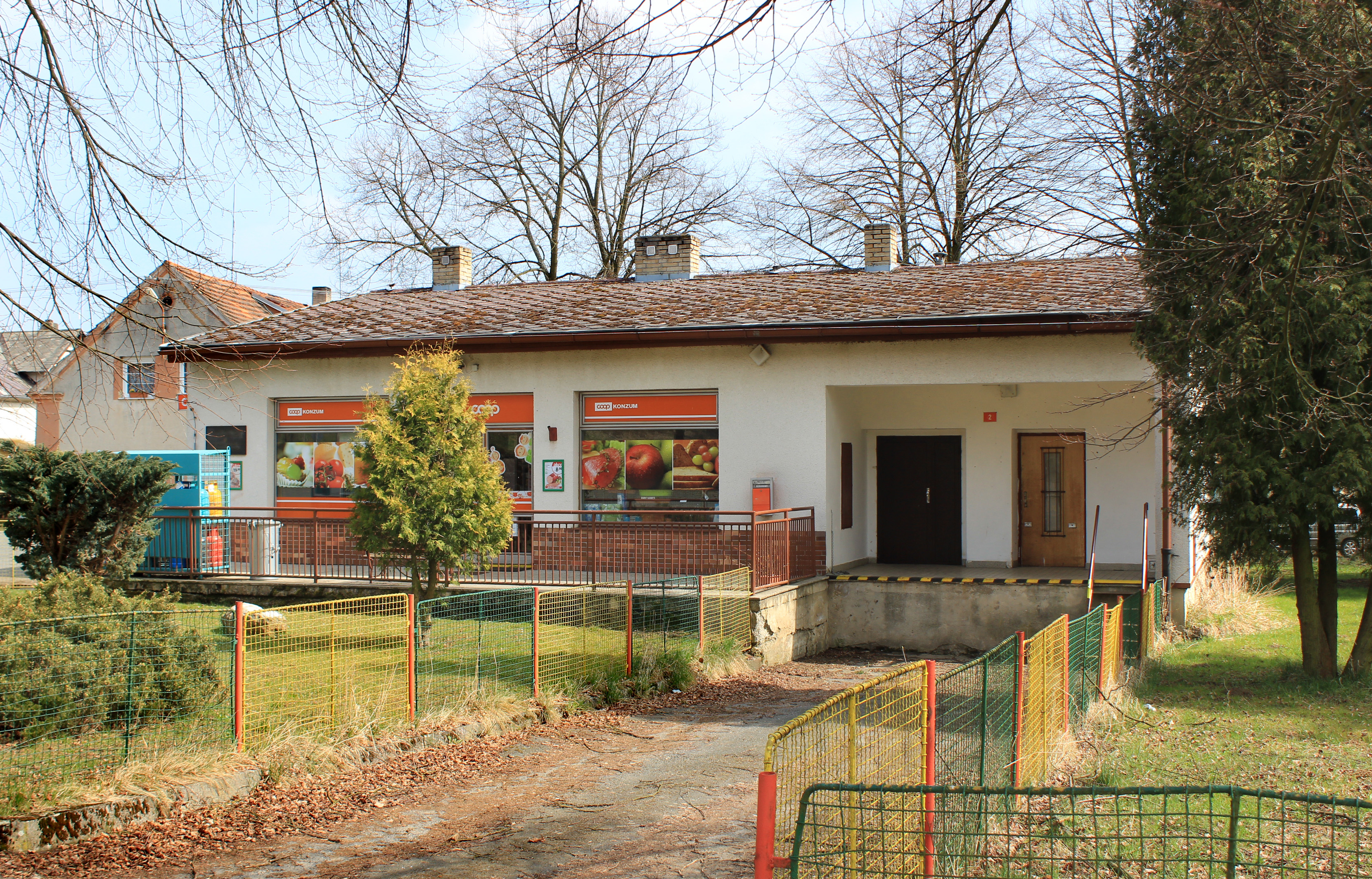
Prodejna
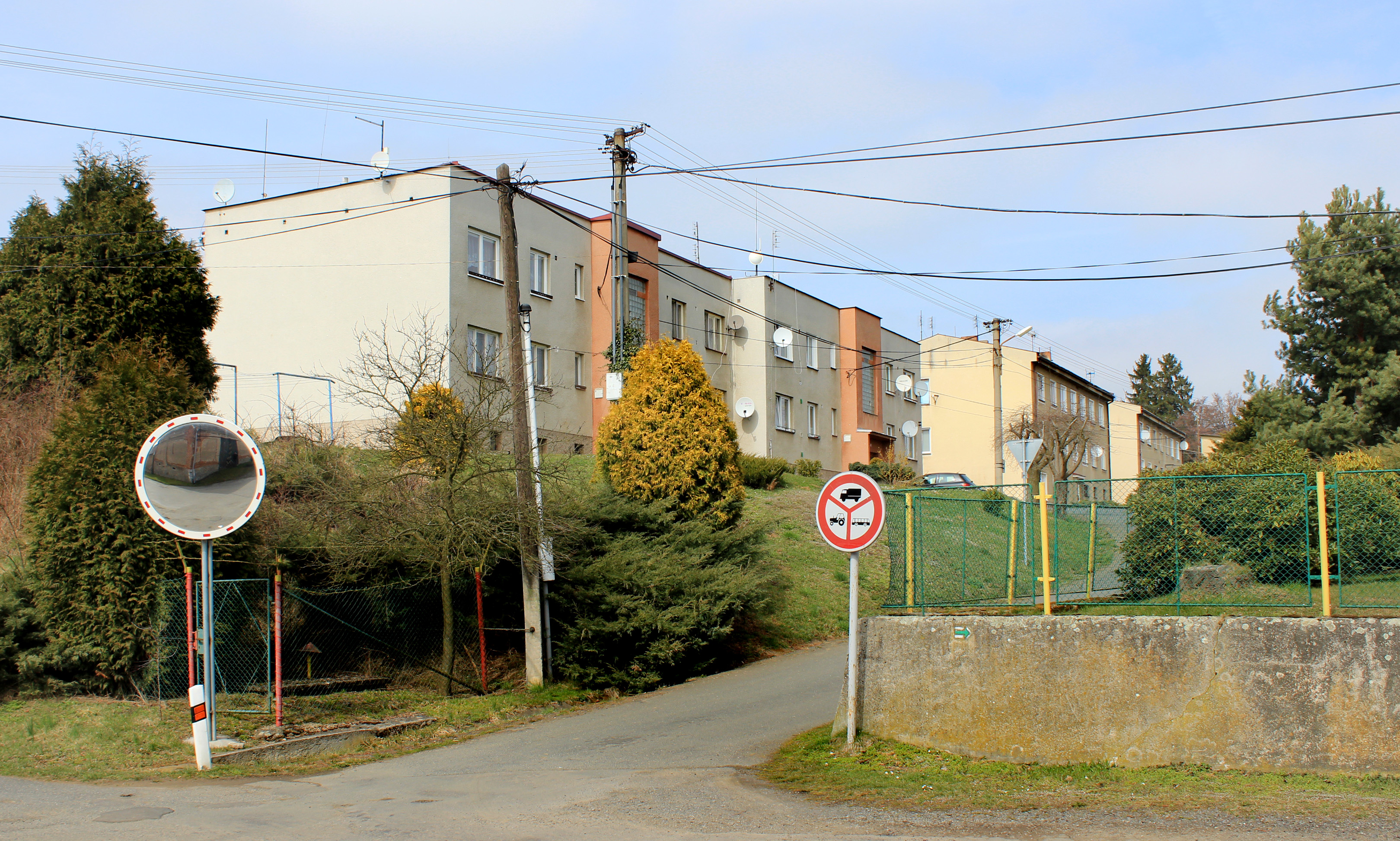
Bytovky v severní části vsi